# ヤング・レディース
ヤング・レディースは、日本における女性向けの漫画のジャンル。大人の若年（20代を中心とする）女性の生活や恋愛を描いていたが、2020年時点の読者は30代以上が中心となっている。｢大人女子マンガ｣とも言われる。レディースコミックとは一線を画し、過激なポルノ表現は控えめな傾向である。
近似する年代の女性読者を対象とする少女漫画誌（『月刊flowers』、『MELODY』など）と執筆者が重複することが多い。

## 歴史
ヤング・レディース雑誌の成立には大きく分けて『女学生の友』『セブンティーン』といったティーンズ向けの総合情報誌から漫画版として独立したものと、先行するレディース誌を母体として生まれたもの（多くは母体誌に「ヤング」がつけられた誌名であった）の2種類がある。
このジャンルの先駆者として講談社から『mimi』が1975年に創刊された。その当時は少女・女性向け漫画の年齢戦略が現在ほど細分化しておらず、ハイティーンより上の年代を読者層として想定していた。1977年に小学館から『プチセブン』の漫画版として創刊された『プチコミック』も同様である。
1980年代中盤には女性漫画（レディースコミック）が隆盛し、次いでレディース誌と少女誌の隙間とされた年代をターゲットにした雑誌が続々と創刊され、ヤング・レディースというジャンルが確立した。
1990年代後半、女性漫画のブームが落ち着くと共に淘汰が進み、大手出版社以外はこの分野からほぼ撤退している。「ヤング」付きの誌名を持つ雑誌は『FEEL YOUNG』一誌を残すのみとなった。
2010年代、レディースコミックの読者層が上がるに伴って (例えばBE・LOVEやオフィスユーでは40代以上が中心となっている) 、ヤング・レディース雑誌の読者層も上がっている。例えば2020年時点の講談社の広報資料によれば『Kiss』の読者構成は35歳以上の読者が約半数となっており、30代以上の読者が全体の約72%となっている。また、集英社の広報資料によれば『Cocohana』の読者構成も35歳以上の読者が約半数となっており、30歳以上の読者が全体の約72%となっている。また、2016年に日本雑誌協会が発行した『マガジンデータ2017』では『FEEL YOUNG』編集長が自身の雑誌について「おしゃれなアラサー女子に人気の執筆陣が連載」していると述べている。
2015年の元『Cocohana』編集者 (当時マーガレットの編集長) へのインタビューによれば、Cocohanaの読者層は30代のため、Cocohanaでは「人生に寄り添うような」話を担当作家にお願いしていたと述べている。

## ヤング・レディースコミック雑誌
- FEEL YOUNG（祥伝社）
- Cocohana（集英社）※ヤングユーの執筆陣を引き継ぎ
- Kiss（講談社）
- Cheese!（小学館）

### 休廃刊
- ヤングユー（集英社）
- ヤングロゼ（角川書店）
- アミ・ジュール（双葉社）
- かれん（扶桑社）
- ソニア（竹書房）
- コーラス (集英社)
- ヤング・ベリー（主婦と生活社）

## 代表的な作家
- 有間しのぶ
- 一条ゆかり
- 伊藤理佐
- 羽海野チカ
- 小川彌生
- 小沢真理
- おかざき真里
- 桜沢エリカ
- 谷川史子
- 稚野鳥子
- 魚喃キリコ
- 西村しのぶ
- 二ノ宮知子
- ねむようこ
- 東村アキコ
- 三原ミツカズ
- 榛野なな恵
- ヤマシタトモコ